# Janaki Ammal
Janaki Ammal Edavalath Kakkat (Tellicherry, 4 de novembro de 1897 – Madras, 7 de fevereiro de 1984) foi uma pioneira botânica indiana. Trabalhou principalmente com citogenética e fitogeografia.
Seu trabalho mais notável foi com a cana de açúcar e com a beringela, mas dedicou-se a estudar a genética das mais variadas plantas, tendo sido a co-autora do livro Chromosome Atlas of Cultivated Plants (1945), com C.D. Darlington. Estudou etnobotânica, pesquisando sobre plantas medicinais e o valor econômico das florestas tropicais do Kerala, no sul da Índia. Em 1977, o governo indiano lhe concedeu o prêmio Padma Shri.
É conhecida como a "mãe" da botânica moderna na Índia e a primeira mulher do país a obter um doutorado em botânica.

## Biografia
Janaki nasceu na família Tellicherry, em 1897. Era filha de Dewan Bahadur Edavalath Kakkat Krishnan, juiz assistente e Devi Kuruvayi, filha ilegítima de John Child Hannyngton, administrador da colônia, com sua amante Kunhi Kurumbi Kuruvai. Janaki teve ao todo seis irmãs e cinco irmãos.
Janaki estudou no Convento do Sagrado Coração, em Tellicherry, seguindo depois para Madras, onde estudou no Queen Mary's College. Formou-se com honras em botânica pelo Presidency College, transferindo-se para a Universidade de Michigan, em 1924, preferindo uma bolsa de estudos ao casamento arranjado com um primo. Lá obteve o mestrado em botânica em 1926, com uma Bolsa Barbour de Estudos. Retornou à Índia, onde se tornou professora no Women's Christian College, de Madras, por alguns anos, até retornar ao Michigan com uma nova bolsa de estudos, onde obteve seu doutorado na área, a primeira mulher da Índia a conseguir tal diploma, em 1931.
Em Londres, trabalhou com C.D. Darlington, no Instituto John Innes e ambos se tornariam colegas e co-autores em diversos trabalhos. De 1932 a 1934, foi professora de botânica no Maharaja's College of Science, no Kerala. Começou então a trabalhar com cana de açúcar junto de Charles Alfred Barber. Seu trabalho era criar variações híbridas de cana de açúcar.
Em 1939, compareceu ao 7º Congresso Internacional de Genética, em Edimburgo, onde acabou forçada a ficar com a eclosão da Segunda Guerra Mundial. Os próximos seis anos, Janaki passou no Centro John Innes como citologista assistente de Darlington. Juntos eles publicaram um dos livros clássicos da área, Chromosome Atlas of Cultivated Plants, em 1945. Foi pesquisadora convidada do Royal Horticultural Society, de 1945 a 1951. Neste período dedicou-se ao estudo das magnólias, sua citologia e fez vários experimentos de hibridização.
Em 1951, o primeiro-ministro da Índia, Jawaharlal Nehru, a convidou para organizar o Botanical Survey of India, onde trabalhou como diretora do laboratório de botânica, tendo estudado principalmente a etnobotânica, as plantas medicinais e seus valores econômicos e culturais. Janaki viajou para as partes mais remotas do país em busca de plantas históricas e ouvindo contos e histórias de povos tradicionais sobre suas plantas e flores. Estudou a agricultura sustentável no Himalaia, tendo se tornado uma defensora do meio ambiente.

## Últimos anos
Janaki se aposentou e se estabeleceu em Madras, em novembro de 1970, mas continuou trabalhando como pesquisadora emérita do Centro de Estudos Avançados em Botânica, da Universidade de Madras.

## Morte
Janaki deu sua última aula e voltou para casa e seus gatos. Ela morreu em 7 de fevereiro de 1984, aos 86 anos. Nunca se casou o teve filhos.